# Humlikon
Humlikon is een plaats en voormalige gemeente in het Zwitserse kanton Zürich en maakt deel uit van het district Andelfingen.
Humlikon telt 427 inwoners.

## Geschiedenis
Op 1 januari 2023 ging Humlikon op in de gemeente Andelfingen.